# Ášram
Ášram (v sanskrtu आश्रम) je zpravidla poutní místo, ale někdy i obrovský komplex budov. Mnoho ášramů je otevřených veřejnosti (za podmínek dodržování přísných pravidel), jiné si zájemce předem prověřují, chtějí reference a určitou jógovou praxi. Ášram bývá domovem světce (gurua, svamijiho) a jeho žáků a stoupenců.
Pojem odvozený od ášramy (místo pobytu) označuje čtyři duchovní stupně, kterými prochází hinduista během svého života.